# Сырятино (Мордовия)
Сырятино  — село в составе Большемаресевского сельского поселения Чамзинского района Республики Мордовия.

## География
Находится на расстоянии примерно 6 километров по прямой на запад от районного центра поселка  Чамзинка.

## История
Известно с 1713 года, В 1758 году построена деревянная Казанская церковь. В 1863 году учтено как  владельческое село Ардатовского уезда из 76 дворов.

## Население
Постоянное население составляло 40 человек (русские 95%) в 2002 году, 16 в 2010 году .